# وارتنبورگ (کمبرگ)
وارتنبورگ (به آلمانی: Wartenburg) یک منطقهٔ مسکونی در آلمان است که در کمبرگ واقع شده‌است. وارتنبورگ  ۷۹۶ نفر جمعیت دارد.